# 霍訥冰原島峰
71°42′S 66°46′W / 71.700°S 66.767°W
霍訥冰原島峰（英語：Horne Nunataks），是南極洲的冰原島峰，位於帕爾默地，處於古迪納夫冰川北岸，以英國研究隊的地質學家命名，現時由南極條約體系管理。